# Kid Icarus: Uprising
Kid Icarus: Uprising, i Japan känt som Shin Hikari Shinwa: Parutena no Kagami (新・光神話 パルテナの鏡? bokstavligen "Ny ljusmyt: Palutenas spegel"), är ett TV-spel till Nintendo 3DS utvecklat av Project Sora, och som utgavs av Nintendo. Det är det tredje spelet i Kid Icarus-serien, och det första sedan Kid Icarus: Of Myths and Monsters från 1991. Det släpptes den 22 mars 2012 i Japan, och den 23 mars 2012 i Nordamerika och Europa.  Spelet är kompatibelt med 3DS-tillbehöret Circle Pad Pro, och bundlas med ett stativ för 3DS-konsolen.